# Innosense
Le Innosense sono state un gruppo musicale femminile pop statunitense attivo dal 1997 al 2003.
Il gruppo è stato fondato dal manager Lou Pearlman e gestito anche da  Lynn Harless, mamma di Justin Timberlake. Nella formazione del gruppo, tra l'altro, ha preso parte anche Britney Spears.

## Formazione
Ex membri
- Danay Ferrer
- Mandy Ashford
- Nikki DeLoach
- Amanda Latona
- Britney Spears
- Veronica Finn
- Jenny Morris

## Discografia

### Album
- 2000 - So Together

### EP
- 1998 - Wherever You Are